# G-Darius
G-Darius (яп. Gダライアス) — аркадная игра, выпущенная компанией Taito в 1997 году. Является частью серии игр Darius. G одновременно означает как огромный (giganthic), так и генезис (genesis).
Работавшие над игрой сотрудники Taito впоследствии основали свою компанию G.rev.